# Bowie blackstar
.
Bowie blackstar (лат.) — вид блуждающих пауков рода Bowie (Ctenidae). Встречается на острове Новая Гвинея (провинция Моробе, Папуа — Новая Гвинея). Название происходит от имени альбома Blackstar (2016) британского музыканта Дэвида Боуи.

## Описание
Пауки средних размеров, длина самцов до 9,7 мм, самки до 12,4 мм. Самец желтовато-красновато-коричневый без различимого рисунка. Самка красновато-коричневая без чёткого рисунка. У самцов ретролатеральный голенный апофиз педипальп (RTA) отходит от голени медиально. У части самок вариации со слегка различимым рисунком: опистосома дорсально тёмная со светлыми пятнами вокруг мускульной сигиллы, вентрально тёмная с рядами светлых пятен.

## Таксономия и этимология
Вид был впервые описан в 2022 году немецким арахнологом Петером Егером. Название происходит от имени альбома Blackstar (2016) британского музыканта Дэвида Боуи — по случаю 75-летия рок-легенды и с целью привлечь внимание к всё ещё в значительной степени неизученному разнообразию и защите природы.
Внешне и по строению копулятивных органов самецы Bowie blackstar сходны с видом Bowie lazarus, а  самки по строению сперматеки сходны Bowie aruanus, Bowie lazarus, Bowie pulvinatus и Bowie argentipes. Включён в видовую группу B. blackstar по наличию общих признаков: имеют сходное строение копулятивных органов самца и самки.

## Распространение
Встречается в восточной части острова Новая Гвинея (провинция Моробе, Папуа — Новая Гвинея).